# La Boissière (Jura)
Boissière – miejscowość i gmina we Francji, w regionie Burgundia-Franche-Comté, w departamencie Jura.
Według danych na rok 1990 gminę zamieszkiwały 44 osoby, a gęstość zaludnienia wynosiła 8 osób/km² (wśród 1786 gmin Franche-Comté Boissière plasuje się na 699. miejscu pod względem liczby ludności, natomiast pod względem powierzchni na miejscu 766.).